# Ковачовський потік (права притока Грону)
Ковачовський потік (словац. Kováčovský potok) — річка в Словаччині, права притока Грону, протікає в окрузі Зволен.
Довжина приблизно 9-9.5 км. Витік знаходиться в масиві Кремницькі-Верхи (схил гори Лявний-Вершок) — на висоті близько 585-590 метрів. Протікає територією міста Сляч; села Ковачова і міста Зволен..
Впадає у Грон на висоті приблизно 280-285 метрів.